# Stylops vicinae
Stylops vicinae  (лат.) — вид веерокрылых насекомых рода Stylops из семейства Stylopidae. Северная Америка: Канада, США.
Паразиты пчёл вида Andrena vicina Smith (Andrena, Andrenidae).
Вид был впервые описан в 1909 году американским энтомологом Уильямом Дуайтом Пирсом (William Dwight Pierce) и именован по видовому названию пчелы-хозяина.
В одной из новых работ по роду Stylops  в ходе анализа ДНК авторами (Straka et al., 2015) рассматривается в качестве предположительного синонима вида ?=Stylops childreni Gray & Westwood, 1832 (в статусе «Supposed new junior subjective synonym», что на 2018 год не подтверждено соответствующими профильными базами данных, например, Eol.org и Strepsiptera database).